# Зелене (Павлівська сільська громада)
Зеле́не — село в Україні, у Павлівській сільській громаді Запорізького району Запорізької області. Населення за переписом 2001 року складало 171 особа. До 2016 року орган місцевого самоврядування — Павлівська сільська рада.

## Географія
Село Зелене розташоване за 37 км від обласного центру та за 4 км від міста Вільнянська, біля витоків річки Вільнянка, яка в цьому місці пересихає, на ній декілька загат. За 0,5 км від Зеленого знаходиться сусіднє село Роздолля. Поруч пролягає автошлях національного значення Н15 та залізниця Синельникове I — Запоріжжя I, станція Вільнянськ (за 4 км).

## Історія
Село засноване 1870 року.
7 (20) листопада 1917 року, відповідно до Третього Універсалу Української Центральної Ради, увійшло до складу Української Народної Республіки.
Внаслідок поразки Перших визвольних змагань село тривалий час було окуповане більшовиками.
У 1932—1933 роках селяни пережили сталінський геноцид.
З 24 серпня 1991 року село у складі Незалежної України.
З 16 грудня 2016 року, в ході децентралізації, Павлівська сільська рада об'єднана з Павлвською сільською громадою.
12 червня 2020 року, відповідно до розпорядження Кабінету Міністрів України № 713-р «Про визначення адміністративних центрів та затвердження територій територіальних громад Запорізької області», село увійшло до складу Павлівської сільської територіальної громади.
19 липня 2020 року, в результаті адміністративно-територіальної реформи та ліквідації Вільнянського району, село увійшло до складу новоутвореного Запорізького району.

## Населення

### Мова
Розподіл населення за рідною мовою за даними перепису 2001 року:
| Мова       | Кількість | Відсоток |
| ---------- | --------- | -------- |
| українська | 157       | 91.81%   |
| російська  | 14        | 8.19%    |
| Усього     | 171       | 100%     |

## Галерея

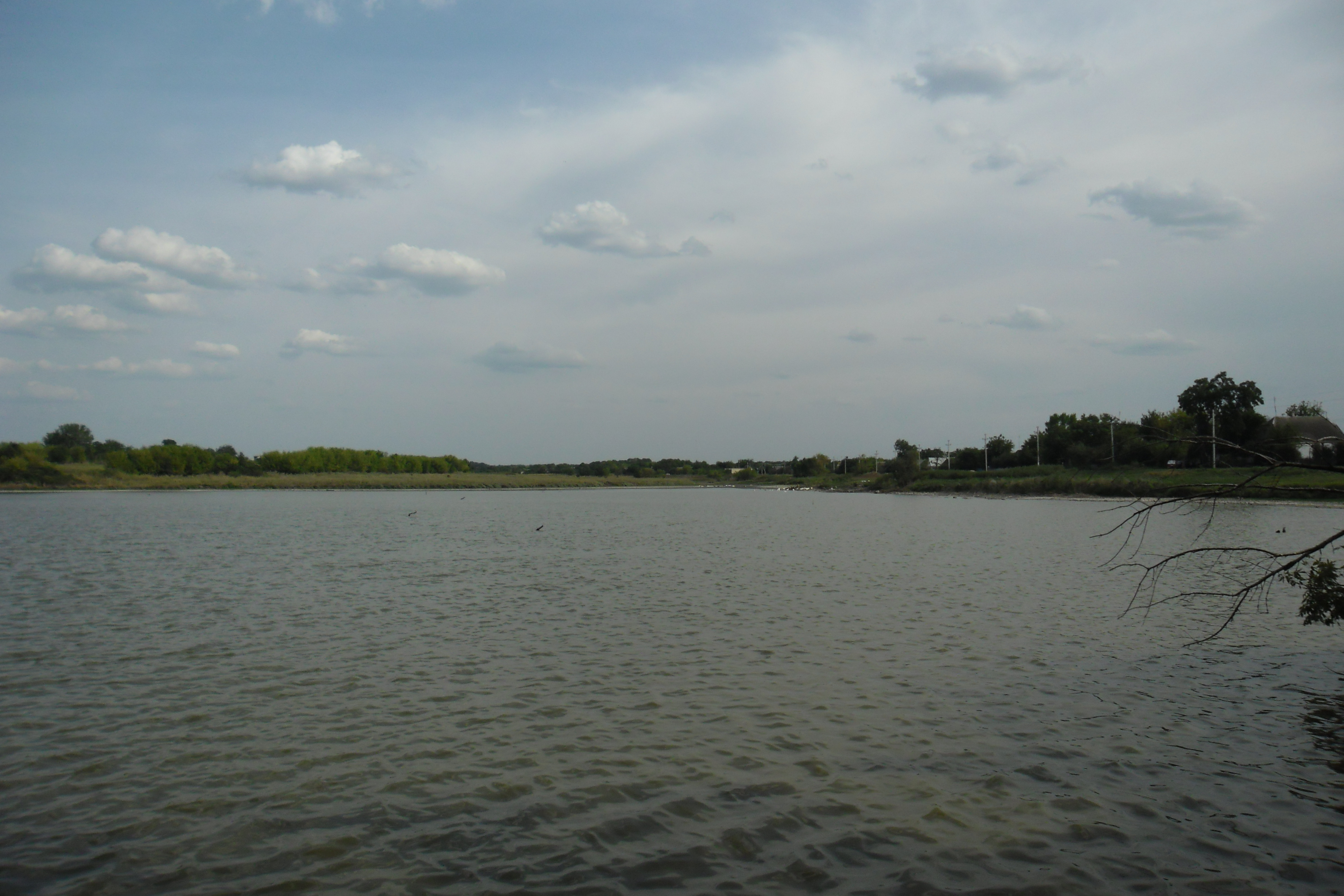
Витоки річки Вільнянка
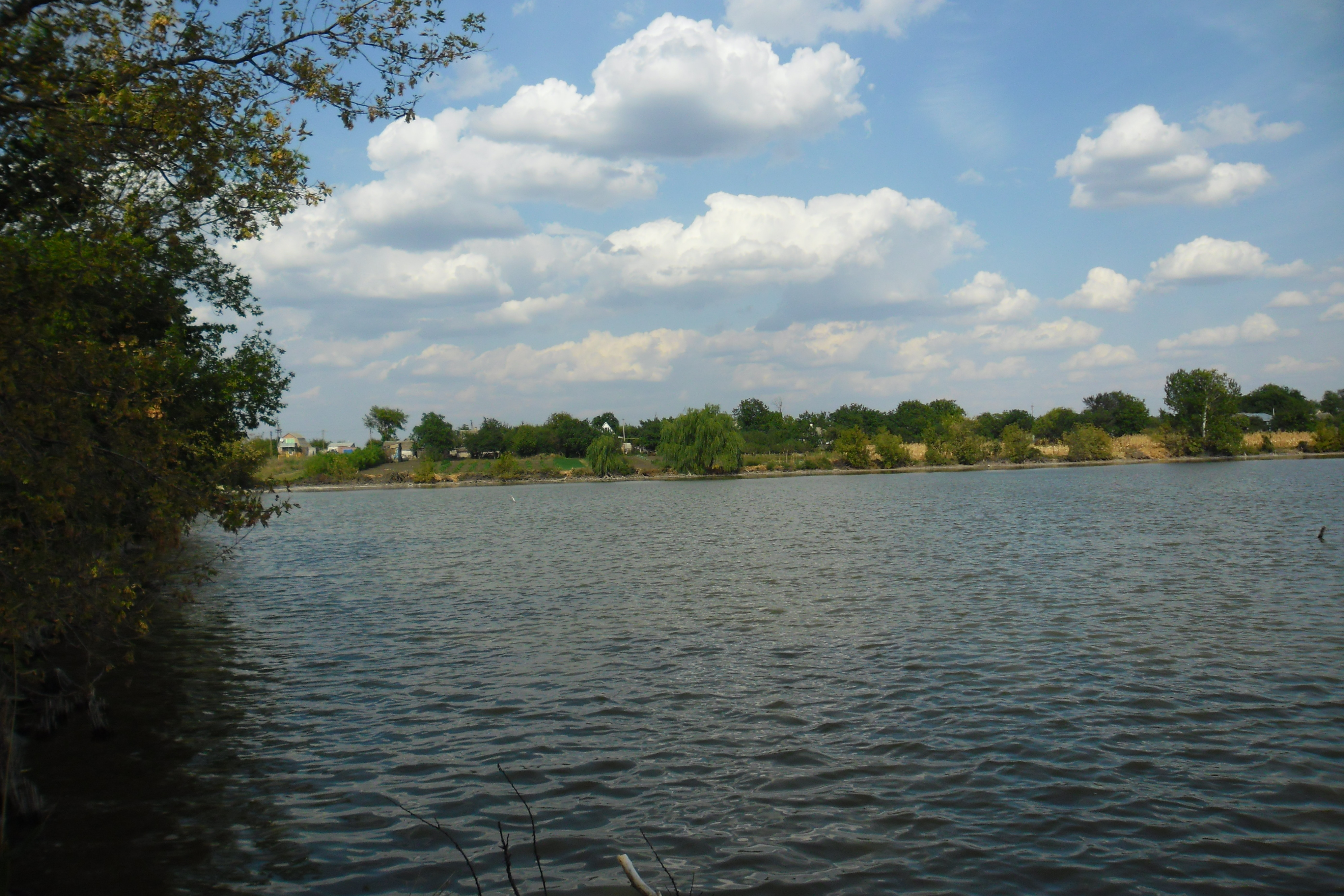
Вільнянка (притока Дніпра)